# (160903) Shiokaze
Pour les articles homonymes, voir Shiokaze.
(160903) Shiokaze est un astéroïde de la ceinture principale.

## Description
(160903) Shiokaze est un astéroïde de la ceinture principale. Il fut découvert le 14 octobre 2001 à Kuma Kogen par Akimasa Nakamura. Il présente une orbite caractérisée par un demi-grand axe de 2,63 UA, une excentricité de 0,09 et une inclinaison de 1,4° par rapport à l'écliptique.

## Compléments